# Telendos
Telendos (grekiska: Τέλενδος) är en grekisk ö som tillhör ögruppen Dodekaneserna i sydöstra Egeiska havet och som ligger cirka en kilometer väster om Kalymnos, till vilken Telendos administrativt hör. Det går regelbundna båtturer från Myrties på Kalymnos till den lilla byn vid Telendos sydspets. Det finns inga vägar på ön och således inga motorfordon.
Telendos uppges ibland ha skilts från Kalymnos vid en jordbävning år 554 e.Kr.,, men historiska belägg för påstånendet saknas. 
Telendos utgör, tillsammans med de närbelägna klippöarna Epano, Nera och Sari, Natura 2000-området GR4210019. I detta område häckar bland annat 40-80 par eleonorafalk. Natura 2000-området utgör i sin tur, tillsammans med delar av Kalymnos och öarna Kalolimnos och Imla, Important Bird Area GR162. Det tilltagande intresset för klättring utgör dock en allvarlig störningsfaktor för de klipphäckande arterna på Telendos.

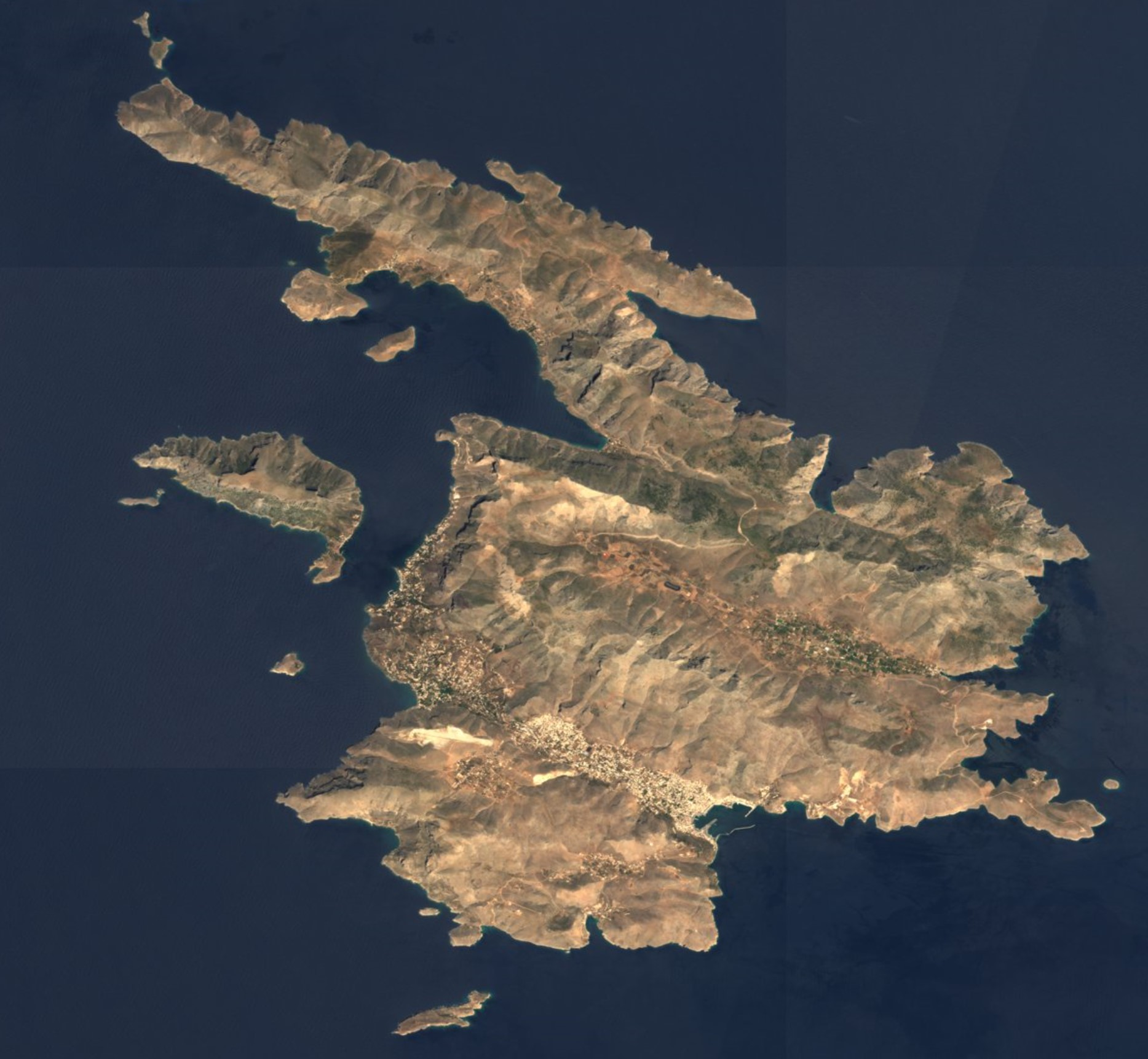
Satellitbild av den större ön Kalymnos, med den mindre Telendos väster (vänster) om denna.
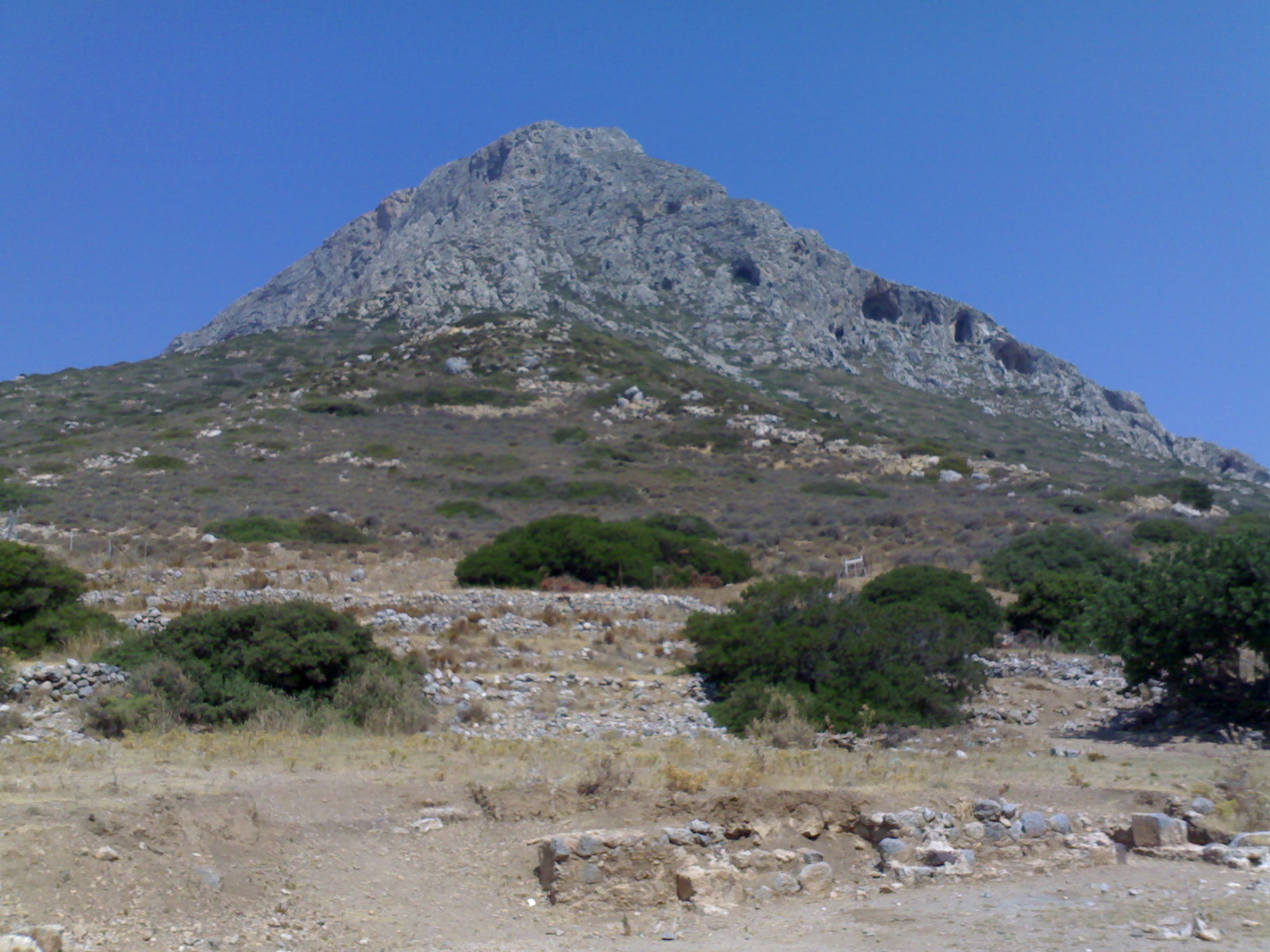
Ruiner på Telendos.
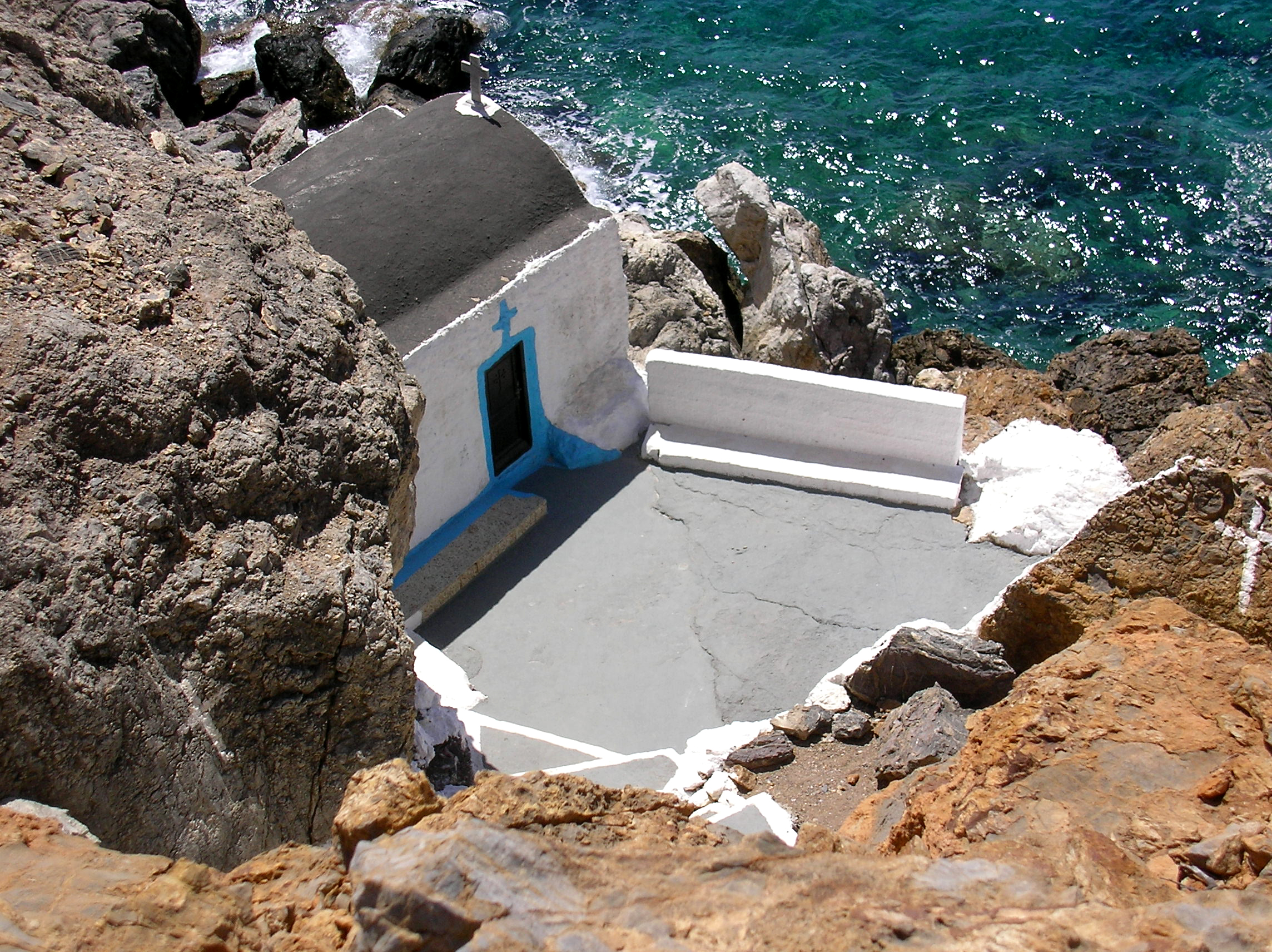
Agios Georgios kapell.
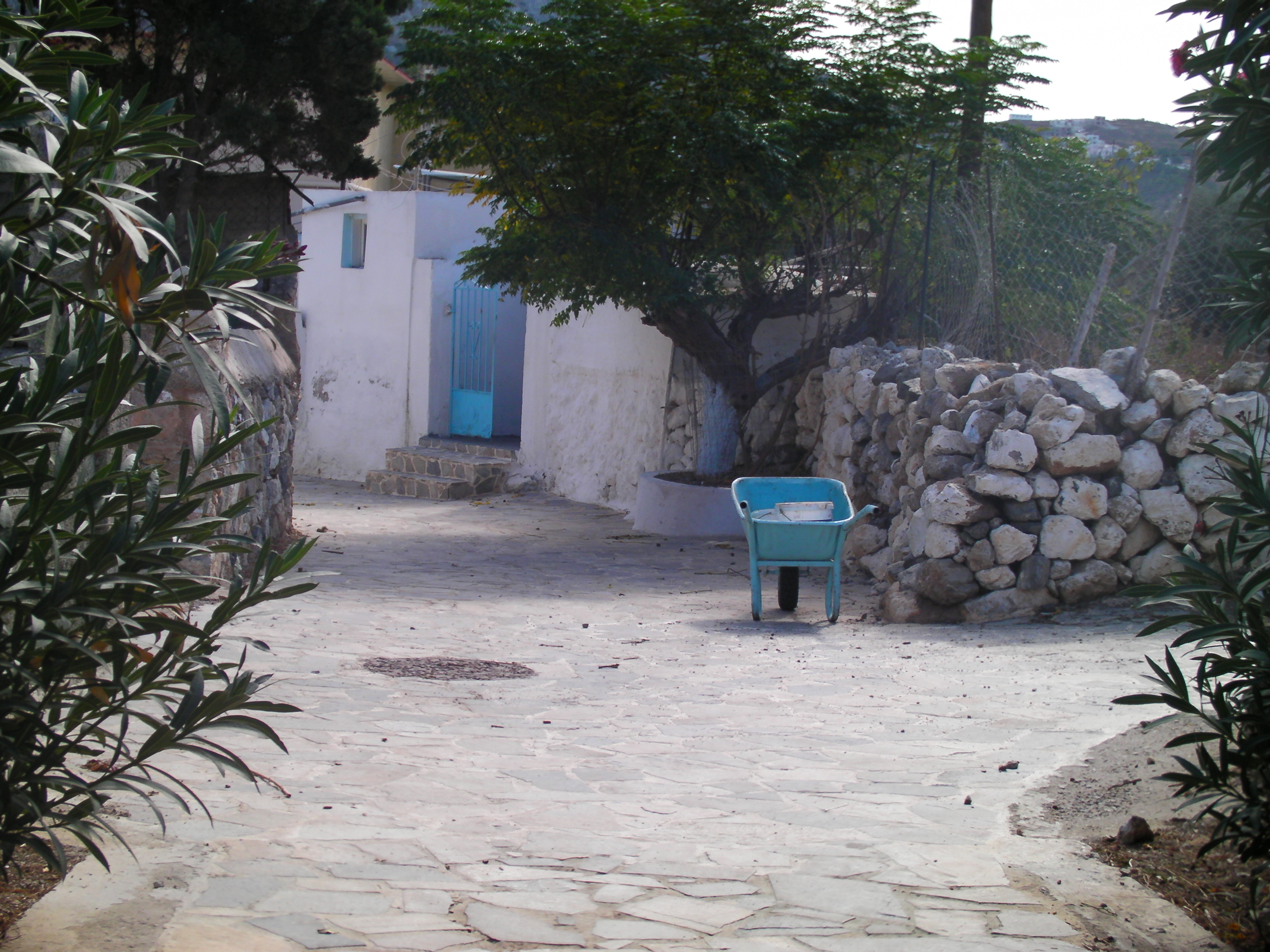
Bilfri bygata.